# サンフロンティア不動産
サンフロンティア不動産株式会社（サンフロンティアふどうさん、英：Sun Frontier Fudousan Co., Ltd.）は、日本の不動産業、ホテル運営を事業とする企業。
社名の由来は「SUN＝太陽」「FRONTIER＝開拓者」。社是は「利他」。

## 事業内容

### オフィスビル事業
- 不動産再生（バリューアップ）
- アセットマネジメント
- 不動産売買及び賃貸の仲介
- プロパティマネジメント
- ビルメンテナンス
- 貸会議室
- 滞納賃料保証

### ホテル・観光事業
- ホテル開発
- ホテル再生
- ホテル運営
- 地域創生

### その他事業
- 海外事業
- 建設ソリューション
- SFエンジニアリング
- SFコミュニケーション

## 沿革
- 1999年4月 - 東京都千代田区に株式会社サンフロンティアを設立
- 2000年
  - 9月 - 賃貸事業用自社保有ビル第1号（東京都中央区）を取得
  - 11月 - サンフロンティア不動産株式会社に商号変更。中古事業用収益一棟ビル第1号（東京都中央区）を売却（再生事業案件）
- 2002年4月 - 本店を中央区銀座三丁目10番4号に移転
- 2003年11月 - コンバージョン型居住用収益一棟ビル第1号（東京都港区）を売却（再生事業案件）
- 2004年
  - 11月 - ジャスダック証券取引所に株式を上場
  - 12月 - 再生型不動産ファンド第1号を組成
- 2005年
  - 4月 - 本社機能を東京都千代田区有楽町一丁目2番2号に移転
  - 7月 - サンフロンティア不動産投資顧問株式会社、SFビルサポート株式会社を設立
- 2007年
  - 2月 - 東京証券取引所市場第一部に株式を上場
  - 6月 - 本店を東京都千代田区有楽町一丁目2番2号に移転
- 2008年7月 - 東京都渋谷区に渋谷店を開設
- 2011年1月 - 東京都中央区に銀座店を開設
- 2012年1月 - 株式会社ユービ（現・SFビルメンテナンス）を連結子会社化し、ビルメンテナンス事業を開始
- 2013年
  - 3月 - 台湾（台北市）に現地法人東京陽光不動産股份有限公司を設立
  - 7月 - 東京都港区に青山店を開設
  - 11月 - 一般社団法人日本経済団体連合会に加盟
- 2014年7月 - 東京都千代田区に麹町店を開設
- 2015年
  - 8月 - 東京都中央区に日本橋店を開設。サンフロンティアホテルマネジメント株式会社を設立
  - 12月 - ベトナム現地法人SUN FRONTIER VIETNAM CO., LTD によるホテル事業を開始[3]
- 2016年
  - 3月 - インドネシア現地法人PT. SUN FRONTIER INDONESIA を設立し、都市型住宅の建築・販売事業を開始[4]
  - 4月 - 愛知県常滑市に中国春秋グループとの共同ブランドホテル「スプリングサニーホテル名古屋常滑駅前」をグランドオープン[5]
  - 10月 - サンフロンティアコミュニティアレンジメント株式会社を設立
  - 12月 - スカイコートホテル株式会社（現・スカイハートホテル）の株式を取得し、連結子会社化[6]
- 2017年
  - 4月 - 東京都品川区に五反田店を開設
  - 7月 - 千葉県浦安市に自社ホテルブランドの第1号店「日和（ひより）ホテル舞浜」を開業[7]
  - 11月 - サンフロンティア佐渡株式会社を設立し、地方創生事業を開始
- 2018年
  - 2月 - 新潟県佐渡市の老舗旅館「ホテル吾妻」のホテル事業を譲受
  - 5月 - 岐阜県高山市に「たびのホテル飛彈高山」を開業[8]
  - 6月 - 山口県下関市のビジネスホテル「VIP南国（現・スカイハートホテル下関）」を取得[9]
  - 7月 - 新潟県佐渡市に「たびのホテル佐渡」を開業[10]。東京都港区に赤坂店を開設
  - 10月 - スカイコートホテル株式会社を「スカイハートホテル株式会社」に商号変更[11]。不動産特定共同事業法に係る許認可を取得
- 2019年
  - 1月 - 株式会社光和工業（現・SFエンジニアリング）の発行済株式を取得し、連結子会社化。東京都中央区に小伝馬町店を開設
  - 4月 - 貸会議室事業を分社化し、サンフロンティアスペースマネジメント株式会社を設立[12]。光和工業をSFエンジニアリング株式会社に商号変更。
  - 5月 - 大阪市浪速区に「日和ホテル大阪なんば駅前」をグランドオープン[13]
  - 7月 - 東京都港区に浜松町店を開設
  - 10月 - 大阪市中央区に「コートヤード・バイ・マリオット大阪本町」をグランドオープン[14]
  - 11月 - 連結子会社4社（SFビルサポート、サンフロンティアホテルマネジメント、スカイハートホテル、サンフロンティアコミュニティアレンジメント）の本店をサンフロンティア不動産本社が入居する東宝日比谷ビルへ移転
- 2020年
  - 2月 - 岡山県倉敷市に「たびのホテル倉敷水島」をグランドオープン[15]
  - 4月 - 茨城県神栖市に「たびのホテル鹿島」をグランドオープン[16]。佐渡ドンデン高原の大自然に囲まれた「ドンデン山荘」を新潟県佐渡市より指定管理者として受託し、新愛称「ドンデン高原ロッジ 自然リゾート」に制定[17]
  - 6月 - 佐渡島小木地区宿根木に【寛ぎと癒しのお食事処&カフェ】「あなぐち亭」をグランドオープン
  - 11月 - ホテル開発事業を連結子会社・サンフロンティアホテルマネジメント株式会社へ継承[18]。東京都新宿区四谷に1棟シェアオフィス「A YOTSUYA」をグランドオープン[19]
- 2021年
  - 1月 - 株式会社日本システムサービスの発行済株式を取得し連結子会社化
  - 2月 - 沖縄県国頭郡恩納村に「HIYORIオーシャンリゾート沖縄」を開業。株式会社コミュニケーションサービスの発行済株式を取得し、連結子会社化
  - 4月 - 東京都港区赤坂にワークスタイルデザインブランド「+SHIFT（プラスシフト）」第1弾「+SHIFT NOGIZAKA」を開業。株式会社ホテル大佐渡の発行済株式を取得し、連結子会社化
  - 6月 - 東京都中央区東日本橋にワークプレイス「LIT（リット）」をオープン。京都府京都市中京区にマリオット・インターナショナルとの共同運営第2弾となる「HIYORIチャプター京都 トリビュートポートフォリオホテル」をグランドオープン[20]。沖縄県宮古島市に「たびのホテルlit宮古島」を開業。長野県松本市に「たびのホテルlit松本」を開業[21]
  - 8月 - 東京都千代田区神田にワークスタイルデザインブランド「+SHIFT」第2弾「+SHIFT KANDA」を開業
  - 9月 - リニューアル工事においてCO2排出を実質ゼロとする取組を開始
- 2022年
  - 3月 - 新潟県佐渡市佐渡島の玄関口である両津港ターミナル至近にアウトドアの拠点となる「佐渡アウトドアベース」を開業[22]
  - 6月 - 京都府京都市下京区に「四条河原町温泉 空庭テラス京都」「四条河原町温泉 別邸 鴨川」を開業
  - 7月 - 日本システムサービスをSFビルメンテナンス株式会社に合併
  - 10月 - 「たびのホテル佐渡」が「佐渡SDGsパートナー」に認定[23]
  - 11月 - 東京都渋谷区神宮前に新オフィスビルブランド「1/1（読み方：ONE）」の第1号ビルをオープン。次世代蓄電技術開発のCONNEXX SYSTEMS株式会社と資本業務提携
- 2023年
  - 3月 - 都心型のオフィス・店舗の賃貸保証サービスを行う新ブランド「TRI-WINS」が誕生
  - 4月 -「HIYORIオーシャンリゾート沖縄」が「おきなわSDGsパートナー」に認定。「不動産領域×Web3」でモノバンドル株式会社と業務提携
  - 5月 -「四条河原町温泉　空庭テラス京都　別邸鴨川」の名称を「四条河原町温泉　空庭テラス京都　別邸」に変更
  - 6月 - 新潟県佐渡市に「たびのホテルLive（リヴ）佐渡」を開業
  - 7月 - 山形県酒田市と「地域振興に向けた連携協定」を締結[24]
  - 8月 - 新潟県佐渡市の「しま夢ジャズ・イン・佐渡」に協賛[25]
  - 11月 - 福島県耶麻郡猪苗代町の温泉旅館「静楓亭」の事業を譲受
  - 12⽉ - スカイハートホテル成田を「たびのホテルEXpress 成田」としてリニューアルオープン
- 2024年
  - 1月 - 東京都港区に新橋店を開設。日本都市ホテル開発株式会社（ジョイテルグループホテルズ）を連結子会社化
  - 2月 - 東京都豊島区に池袋店を開設
  - 4月 - サンフロンティア不動産株式会社 創業25周年
  - 7月 - 株式会社オリエンタルリゾートアソシエイツを連結⼦会社化
  - 9月 - 京都府京都市に「日和ステイ京都鴨川」を開業
- 2025年
  - 4月 - 大阪ジョイテルホテルを「日和ホテル大阪住之江公園駅前」としてリブランド開業